# La Bosse-de-Bretagne
La Bosse-de-Bretagne är en kommun i departementet Ille-et-Vilaine i regionen Bretagne i nordvästra Frankrike. Kommunen ligger i kantonen Le Sel-de-Bretagne som tillhör arrondissementet Redon. År 2022 hade La Bosse-de-Bretagne 691 invånare.

## Befolkningsutveckling
Antalet invånare i kommunen La Bosse-de-Bretagne
Referens:INSEE